# Castet-Arrouy
Castet-Arrouy település Franciaországban, Gers megyében. Lakosainak száma 174 fő (2022. január 1.). Castet-Arrouy Lectoure, Miradoux, Plieux és Sainte-Mère községekkel határos.

## Népesség
A település népességének változása:
| Lakosok száma | 174  | 133  | 132  | 191  | 180  | 183  | 186  | 173  | 173  | 174  |
|               | 1968 | 1982 | 1990 | 2006 | 2013 | 2015 | 2017 | 2019 | 2020 | 2022 |